# 1996 au cinéma
| Années du cinéma : 1993 - 1994 - 1995 - 1996 - 1997 - 1998 - 1999    |
| Décennies du cinéma : 1960 - 1970 - 1980 - 1990 - 2000 - 2010 - 2020 |

Cet article présente les faits marquants de l'année 1996 au cinéma.

## Événements
- Première attribution des Golden Bauhinia Awards à Hong Kong.

## Principaux films de l'année en France
- Le Patient anglais
- À fleur de peau
- À l'épreuve du feu
- Trainspotting
- À toute vitesse
- Fargo
- Forgotten Silver
- Hommes, femmes, mode d'emploi
- Le Bossu de Notre-Dame
- Bienvenue chez Joe
- L'Appartement
- Nos funérailles
- Le Huitième Jour
- Scream
- Tesis
- Un héros très discret
- Mission impossible
- Seven
- L'Armée des douze singes
- Casino
- Camping Cosmos
- Mars Attacks
- Phénomène
- Jumanji
- Heat
- Toy Story

## Festivals

### Cannes
- Secrets et mensonges de Mike Leigh reçoit la Palme d'or.
- Breaking the Waves de Lars von Trier reçoit le Grand prix.
- Daniel Auteuil et Pascal Duqenne reçoivent le Prix d'interprétation masculine pour leur rôle dans Le Huitième Jour de Jaco Van Dormael.
- Brenda Blethyn reçoit le Prix d'interprétation féminine pour son rôle dans Secrets et mensonges de Mike Leigh (Grande-Bretagne)

### Autres festivals
- x : 2e Semaine du cinéma britannique d'Abbeville : x
- x : 6e Festival du cinéma africain de Milan : Prix du meilleur long métrage : Guimba de Cheick Oumar Sissoko (Mali)
- x : Sundance Film Festival : x
- x : 2e Fantastic'Arts de Gerardmer : x
- x : 46e Festival international du film de Berlin : x
- x : 16e Festival international de films de femmes de Créteil : x
- x : 23e Festival du film de Paris : x
- x : 14e Festival du film policier de Cognac : x
- x : 20e Festival international du film d'animation d'Annecy : x
- x : 53e Mostra de Venise : x
- x : 22e Festival du cinéma américain de Deauville : x
- X : Création du festival REGARD sur la relève au Saguenay qui deviendra REGARD sur le court métrage[1]
- x : 10e Festival international de films de Fribourg (FIFF)
- du 28 novembre au 30 novembre : 4e Festival du cinéma russe à Honfleur : Grand prix : Le Président et sa femme (Президент и его женщина), de Elena Raiskaia (ru)

## Récompenses

### Oscars
- Meilleur film : Le Patient anglais de Anthony Minghella
- Meilleure actrice : Frances McDormand, Fargo
- Meilleur acteur : Geoffrey Rush, Shine
- Meilleur second rôle féminin : Juliette Binoche, Le Patient anglais (The English Patient)
- Meilleur second rôle masculin : Cuba Gooding Jr., Jerry Maguire
- Meilleur réalisateur : Anthony Minghella, Le Patient anglais (The English Patient)
- Meilleur film étranger : Kolya (République tchèque), Jan Svěrák

### Césars
- Meilleur film : La Haine de Mathieu Kassovitz
- Meilleur réalisateur : Claude Sautet pour Nelly et Monsieur Arnaud
- Meilleur acteur : Michel Serrault dans Nelly et Monsieur Arnaud
- Meilleure actrice : Isabelle Huppert dans La Cérémonie
- Meilleur second rôle masculin : Eddy Mitchell dans Le bonheur est dans le pré
- Meilleur second rôle féminin : Annie Girardot dans Les misérables
- Meilleur film étranger : Land and Freedom de Ken Loach

### Autres récompenses
- Prix du cinéma européen : Breaking the Waves de Lars von Trier
- Prix Louis-Delluc : Y aura-t-il de la neige à Noël ? de Sandrine Veysset
- Prix Romy-Schneider : Marie Gillain

## Box-Office

### France
| Class.                                                                  | Titre                  | Pays       | Réalisateur               | Box-Office France (entrées) |
| ----------------------------------------------------------------------- | ---------------------- | ---------- | ------------------------- | --------------------------- |
| 1                                                                       | Le Bossu de Notre-Dame | États-Unis | Gary Trousdale, Kirk Wise | 6 844 064                   |
| 2                                                                       | Independence Day       | États-Unis | Roland Emmerich           | 5 611 569                   |
| 3                                                                       | Seven (film)           | États-Unis | David Fincher             | 4 942 980                   |
| 4                                                                       | Mission : Impossible   | États-Unis | Brian De Palma            | 4 120 254                   |
| 5                                                                       | Pédale douce           | France     | Gabriel Aghion            | 3 974 191                   |
| Films sortis en 1996 ayant dépassé un million de spectateurs en France. |                        |            |                           |                             |

### États-Unis
1. Independence Day
2. Twister
3. Mission impossible

## Naissances
- 3 janvier : Florence Pugh
- 4 avril : Rod Paradot
- 14 avril : Abigail Breslin
- 1er juin : Tom Holland
- 13 juin : Kodi Smit-McPhee
- 27 juin : Héloïse Martin
- 5 septembre : Natthicha Namwong
- 1 novembre : Julia Batelaan
- 11 décembre : Hailee Steinfeld
- 12 décembre : Lucas Hedges

## Principaux décès

### Premier trimestre
- 2 février : Gene Kelly, acteur
- 6 février : Guy Madison, acteur
- 9 février : Gunārs Piesis, réalisateur letton
- 11 février : Phil Regan, chanteur et acteur
- 13 février : Martin Balsam, acteur
- 15 février : Tommy Rettig, acteur
- 17 février : Evelyn Laye, actrice
- 25 février : Haing S. Ngor, acteur
- 26 février : Georges Atlas, acteur
- 2 mars : Lyle Talbot, acteur
- 13 mars : Krzysztof Kieślowski, réalisateur
- 17 mars : René Clément, réalisateur

### Deuxième trimestre
- 6 avril : Greer Garson, actrice
- 16 avril :
  - Lucille Bremer, actrice
  - Tomas Gutierrez Alea, réalisateur
- 20 mai : Jon Pertwee, acteur
- 10 juin : Jo Van Fleet, actrice
- 11 juin : Brigitte Helm, actrice
- 14 juin : Aleksandr Kniajinski, cinéaste soviétique

### Troisième trimestre
- 2 juillet : Margaux Hemingway, actrice
- 30 juillet : Claudette Colbert, actrice
- 7 septembre : Bibi Besch, actrice
- 10 septembre : Joanne Dru, actrice
- 13 septembre : Tupac Shakur, chanteur et acteur
- 14 septembre : Juliet Prowse, danseuse et actrice
- 18 septembre : Annabella, actrice
- 22 septembre : Dorothy Lamour, actrice

### Quatrième trimestre
- 12 octobre : Nina Alisova, actrice soviétique
- 14 octobre : Laura La Plante, actrice
- 31 octobre : Marcel Carné, réalisateur
- 14 novembre : Virginia Cherrill, actrice
- 19 novembre : Véra Korène, actrice
- 8 décembre : Howard E. Rollins Jr., acteur
- 19 décembre : Marcello Mastroianni, acteur
- 30 décembre : Lew Ayres, acteur